# جيري فارنزورث
جيري فارنزورث (بالإنجليزية: Jerry Farnsworth)‏ هو رسام أمريكي، ولد في 31 ديسمبر 1895، وتوفي في 1983.